# Ferré (Argentine)
Pour les articles homonymes, voir Ferré.
Ferré est une localité argentine située dans le partido de General Alvarado, dans la province de Buenos Aires. Elle est située à 25 km de la route nationale 8 et à 30 km du centre de la ville de Colón.

## Démographie
La localité compte 2 000 habitants (Indec, 2010), ce qui représente une augmentation de 14 % par rapport au recensement précédent de 2001 qui comptait 1 751 habitants.

## Religion
| Diocèse  | San Nicolás de los Arroyos |
| -------- | -------------------------- |
| Paroisse | María Auxiliadora          |